# Honda Vigor
Honda Vigor — легковой автомобиль C-класса, созданный корпорацией Honda в 1981 году для внутреннего японского рынка (так называемый JDM). Представлял собой премиальную, богато оснащенную, более спортивную и «энергичную» (англ. vigor — сила, энергия) версию Honda Accord и являлся флагманом марки до начала выпуска Honda Legend. В 1989 году, с появлением нового поколения Accord, позиционирование модели изменилось: она получила удлинённую колёсную базу, претерпела рестайлинг и была переведена в «семейный» D-сегмент рынка, в то время как люксовая модификация стала носить название Honda Accord Inspire.
Модель была создана в период, известный как «экономика пузыря» и конкурировала в Японии с Toyota Chaser и Nissan Laurel.

## Первое поколение
Выпуск первого поколения Vigor был начат 25 сентября 1981 года. Модель предлагалась в кузовах седан (AD) и хетчбэк (SZ), сочетавшихся с единственным доступным 1,8-литровым двигателем с системой Honda CVCC-II. В планы корпорации входил выход в премиум-сегмент, Vigor был призван прозондировать почву и привлечь внимание рынка. Попытка была успешной, и в 1985 году на свет появился роскошный Honda Legend.
Опциональное для Accord оснащение, такое как круиз-контроль, кондиционер, электростеклоподъемники и рулевое управление с усилителем, для Vigor было в базовой комплектации. Штатно поставлялся и бортовой компьютер, показывавший пробег, время вождения и экономию топлива, называвшийся в брошюрах «Электронным навигатором». Все машины оснащались ремнями безопасности ELR (Emergency Locking Retractor). Одной из опций была Electro Gyrocator, первая в мире автомобильная навигационная система. Также по желанию заказчика могли быть установлены цифровая приборная панель, ABS, стереосистемы на выбор от Alpine Electronics, Clarion и Pioneer, легкосплавные диски R13 и регулируемую поддержку бедер переднего пассажира.
В двигателе применялась CVCC-II SOHC с 3 клапанами на цилиндр. Агрегатировался с 5-ступенчатой механической или 4-ступенчатой автоматической коробкой передач с блокировкой гидротрансформатора. Машины, оснащённые механической коробкой передач и карбюратором CVCC, получили 13,6 км/л в результате прохождения Japanese Government emissions tests с использованием 10 различных режимов, 110 л. с. и 23 км/л при постоянно поддерживаемых скоростях со скоростью 60 км/ч. Транспортные средства с PGM-FI аналогично получили 13,2 км/л, с 130 л. с. и 22 км/л, поддерживаемых со скоростью 60 км/ч. Японские покупатели Vigor платили повышенный ежегодный налог по сравнению с другими моделями Honda.
Примечательно, что задний номерной знак на этой модели располагался в бампере, между задними фонарями находилась элегантная чёрная вставка с надписью «Vigor». В Accord такой вставки не было и номер крепился между самими задними фонарями.
С 1985 года для седана были представлены комплектации MG, ME и ME-R. Раньше они носили название VXR, VX и VL. Все варианты поставлялись с системой CVCC-II, инжекторный впрыск предлагался только в версиях VTL-i и VT-i. Поскольку хетчбэк продолжал выпускаться только как Accord, соответствующая модификация Vigor была доступна в комплектациях MX-T и ME-T, пока не была заменена двухдверным Honda Integra в 1984 году. Ранние карбюраторные комплектации хетчбэка назывались TXL, TX и TU, а со впрыском топлива — TT-i. На машинах со впрыском система CVCC не применялась. Базовые комплектации хетчбэка (MX-T) и седана (MG, ME) включали в себя круиз-контроль, двухпозиционную подвеску с автоматическим выравниванием, компьютер топлива, стереосистему с AM / FM радио и двумя коаксиальными динамиками, проточную вентиляцию, велюровый салон со складывающимися задними сиденьями и заднюю полку багажника (для хетчбэков). В более высоком уровне оснащения ME-T и ME-R предлагалось внутреннее освещение с задержкой (так называемое «театральное»), четыре коаксиальных динамика со стереосистемой, стеклоподъемники и замки, дисковые тормоза на все колёса и чувствительное к скорости рулевое управление с усилителем. 
Несмотря на некоторые различия между Accord и Vigor, автомобиль был, по существу, один и тот же. Производство модели под двумя разными названиями позволило Honda в Японии использовать разные каналы продаж; так, Vigor продавали в автосалонах Honda Verno, а Accord реализовывался через сеть Honda Clio. Хетчбэк Vigor в максимальной комплектации предлагал известную гибкость при необходимости перевозки грузов по сравнению с купе Nissan Leopard первого поколения. Такой же подход применялся на первой и второй генерациях Toyota Supra. В 1997 году Honda повторно воспользовалась этой схемой, чтобы вывести на рынок продвинутую версию Accord, получившую название Honda Torneo.

## Второе поколение
4 июня 1985 года появилось второе поколение Vigor (CA1-СA2-CA3). Как и прежде, оно являлось премиальной модификацией Accord. В базе автомобиль предлагался с четырехцилиндровым 1,8-литровым двигателем A18A, его версия B18A стала предлагаться с двумя карбюраторами, более мощный B20A поставлялся с системой PGM-FI. В этой генерации присутствовали незначительные косметические отличия от Accord, такие как измененная решётка радиатора, другие задние фонари и более высокие характеристики. Появление скрытых фар явилось следствием популярности Honda Prelude и обновленной Honda Integra, поскольку Vigor по-прежнему продавалась вместе с ними через дилерскую сеть Honda Verno. Как и на первом поколении, Accord и Vigor различались местом установки заднего номерного знака. Комплектации обозначались 2.0 Si, MXL-S, MX, MXL и MF. В мае 1987 года был представлен пакет 2.0 Si Exclusive, в качестве стандартного оснащения которого добавили складывающиеся боковые электрозеркала. В сентябре 1988 года появился пакет MXL Super Stage с автоматической системой shift-lock.
На втором поколении была применена двухрычажная подвеска как спереди, так и сзади — конструкция, в последующие годы распространившаяся на другие модели фирмы. Пока конкуренты использовали более дорогую схему McPherson, решение инженеров Honda обеспечивало лучшую стабильность и более четкое управление. На автомобиль ставились передние стабилизаторы поперечной устойчивости, дорогие комплектации дополнялись задними. Тормоза ставились либо дисковые небольшого размера на всех колесах с двухпоршневыми суппортами (только на версии JDM 2.0-Si), либо большие дисковые с однопоршневыми суппортами, либо передние дисковые и задние барабанные. ABS был доступен опционально в комплектациях со всеми дисковыми тормозами. С базовым пакетом оснащения ставились 13-дюймовые штампованные колёса с колпаками, имитирующими легкосплавные диски более дорогих модификаций.
В целом пакет предлагаемого оборудования был очень обширен по сравнению с конкурентами, так, в высшей комплектации 2.0Si предлагались такие опции, как солнцезащитный козырек с электроприводом, цветная приборная ЖК-панель, рулевое управление с регулировкой угла наклона и чувствительности усилителя, круиз-контроль, электростеклоподъемники, замки с электроприводом, кассетный радиоприемник AM / FM с 4 мощными динамиками, сабвуфером и усилителем, стеклоочистители с регулируемым прерывистым режимом, кожаный салон.

## Третье поколение
После старта четвертого поколения Accord Vigor (CB5/СС2 & СС3) стал базироваться на его удлиненном шасси. Третье поколение Vigor, позиционировавшееся в Японии как седан высшего класса, было расширено на новые Honda Inspire и второе поколение Honda Legend, продаваемые через премиальную сеть Honda Clio. Vigor начал продаваться в Соединенных Штатах как первое поколение Acura Vigor в 1991 году. В Японии модель конкурировала с Toyota Chaser и Nissan Laurel. Она была доступна в четырех комплектациях — Type N, Type E, Type W и Type X. С мая 1991 года Type N перестал предлагаться, а максимальным пакетом стал Type S-Limited. С января 1992 года комплектации получили название 2.5XS, 2.5S, 2.5X, 2.5W, 2.0G и Type W. В Северной Америке Vigor поставлялся в двух вариантах исполнения: LS и GS с единственным доступным двигателем G25A 2,5 л, требовавшим топливо премиум-класса. Одной из опций американского рынка была цифровая обработка сигналов, интегрированная в стереосистему и позволявшая изменять звук под различные виды музыки. 
Производство версии под брендом Acura началось в 1991 году, автомобиль поступил в продажу в июне того же года, заняв на рынке Северной Америки пустующую нишу между Integra и Acura Legend. Для того, чтобы Vigor был классифицирован как «компактный» в соответствии с японскими требованиями, более короткий и узкий Vigor CB5 в период с 1989 по 1992 год был доступен с двигателем G20A. Версия большего размера (CC2 и CC3) с двигателем G25A продавалась в Северной Америке как Acura в период с 1991 по 1994 год.

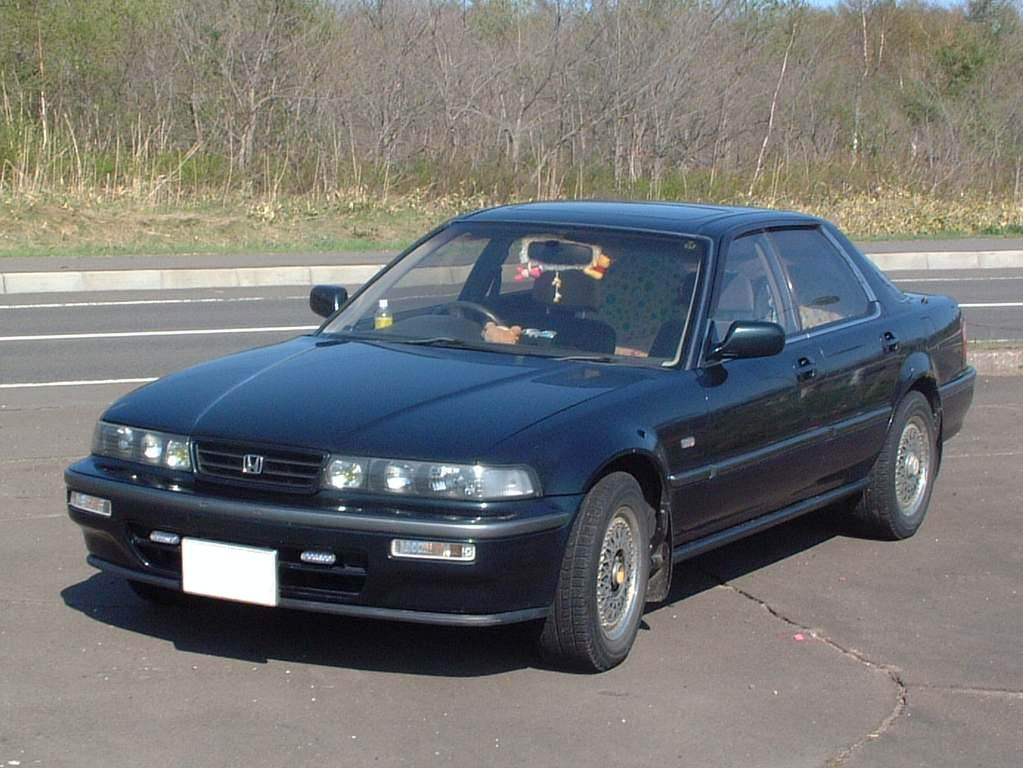
Honda Vigor после рестайлинга

Единственный доступный двигатель для этой Honda — продольно установленный бензиновый L5. Трансмиссия в нём связана с двигателем карданным валом, передающим мощность на асимметрично установленный самоблокирующийся дифференциал, который затем передаёт крутящий момент на передние колеса с использованием полуосей. Это позволило расположить силовой агрегат немного позади передних колес и дало распределение веса, близкое к 60:40.
Сравнение с обновленным Lexus ES300 было уже не в пользу Vigor. Для среднего покупателя автомобилей этого класса большие размер и мягкость хода Lexus оказались более привлекательными.
В ответ на отзывы в Acura внесли ряд изменений в Vigor 1994 модельного года, увеличив количество задних сидений, смягчив подвеску и переделав рулевую рейку для уменьшения вибраций. Тактика не увенчалась успехом; покупатели выбирали более мощную Legend в качестве спортивного седана и по-прежнему отдавали предпочтение ES среди роскошных автомобилей начального уровня.
Плохие продажи и отсутствие положительной реакции рынка на модернизацию привели к тому, что Honda отказалась от модели. Производство Vigor было прекращено 13 мая 1994 года.